# Børge Johansen
Børge Gunnar Helge Johansen (født 25. februar 1916 i København, død 9. oktober 1974) var en dansk direktør og politiker som var medlem af Folketinget for Centrum-Demokraterne fra 1973 til sin død i 1974.
Johansen blev født i København i 1916 som søn af gartner Andreas Johansen. Han havde realeksamen og i 1935-1936 var han volontør i Hamborg og Rotterdam. Han var sekretær i Falcks Redningskorps 1936-1941 og direktionssekretær fra 1942 til 1955. Han var direktør i De danske Redningskorps ved sin død i 1974. Samtidig med arbejdet videreuddannede han sig inden for sprogområdet med korrespondenteksamen i 1937, og han blev statsautoriseret translatør og tolk i tysk i 1941. Johansen tog også højere handelseksamen, og han blev civiløkonom i afsætningsøkonomi på Handelshøjskolen 1952.
Johansen skrev artikler i Erhvervsøkonomisk Tidsskrift og var censor på Handelshøjskolen.
Han blev opstillet til Folketinget i Aalborg Vestkredsen for det nydannede parti Centrum-Demokraterne i 1973 og blev valgt i Nordjyllands Amtskreds ved folketingsvalget 4. december 1973. Han blev pludselig alvorligt syg under et år senere og døde 9. oktober 1974 af sygdommen. Johansen blev efterfulgt af stedfortræder Ernst Prehn i Folketinget.